# Titanfall
Titanfall è un videogioco di genere sparatutto in prima persona sviluppato da Respawn Entertainment e pubblicato da Electronic Arts come esclusiva Microsoft per Microsoft Windows, Xbox 360 e Xbox One. Il gioco è stato annunciato ufficialmente da Respawn come gioco di debutto allo stand Microsoft dell'E3 2013, ed è uscito l'11 marzo 2014 negli Stati Uniti, mentre due giorni dopo è stato pubblicato in tutta Europa per le piattaforme Microsoft Windows e Xbox One; la versione Xbox 360 è uscita l'11 aprile..

## Trama
I giocatori si sfidano esclusivamente in partite multigiocatore, impersonando come piloti di mech, chiamati Titani in un pianeta devastato dalla guerra. L'azione di gioco è veloce includendo abilità come corse sui muri (parkour), la possibilità di dirottare i Titan, una volta esaurita la "vita" del Titan esso si bloccherà rimanendo così vulnerabile agli attacchi nemici, in questo lasso di tempo il pilota sarà espulso fuori dall'abitacolo e dovrà attendere 2 minuti prima di poter richiamare un nuovo Titan. Respawn descrive il gioco come un multiplayer con le caratteristiche tradizionali del singolo giocatore. Nonostante ciò, è presente una trama, sia con personaggi attivi che interagiscono nell'ambito della storia che personaggi non giocanti nella partita. Il gioco usa il servizio di cloud computing di Microsoft per espellere i giocatori non attivi nel gioco (con "non attivi" si intende quelli che stanno fermi e non fanno niente) dal server e permettere di ottimizzare il computer per le migliori prestazioni grafiche.

## Modalità di gioco
I giocatori possono sfidarsi sia a piedi che come piloti del già sopra citato "Titan", per completare determinati obiettivi di squadra su due possibili diversi fronti: l'IMC (Interstellar Manufacturing Corporation) oppure la semplice milizia.
I giocatori possono scegliere il loro tipo di pilota, che viene lanciato nella mappa all'inizio della partita. Un timer mostra il tempo necessario per far schierare il Titan nella mappa, questo tempo si riduce uccidendo altri giocatori. Una volta schierato, il Titan è protetto da uno scudo a bolla per 30 secondi, che ovviamente proteggerà il Titan fino all'arrivo del giocatore che lo ha schierato o quando lo scudo si disattiva. Se il giocatore che ha schierato il Titan non riesce a entrare nel mech oppure viene ucciso, esso dopo i 30 secondi viene controllato dall'intelligenza artificiale del gioco che segue il giocatore fino al punto di spawn. I piloti sono molto agili e accumulano una specie di "energia" che permette loro di fare wallrun (corse sui muri) e doppi salti.
Ci sono svariati tipi di Titan, ognuno con abilità e animazioni uniche. I comandi per pilotare il Titan sono i medesimi di quelli a piedi, e i giocatori non possono saltare, coprirsi, accovacciarsi quando pilotano un Titan. I mech non sono lenti, però sono meno veloci rispetto ai piloti che vanno a piedi. I Titan possono anche creare un vortice che attira i proiettili come una calamita, li immobilizza a mezz'aria, e li scaraventa contro il Titan nemico. Possono anche creare un fumo elettrico che fa cadere dal Titan il nemico che cerca di dirottare il Titan. I giocatori-piloti possono espellersi quando il Titan subisce troppi danni, e il timer viene resettato quando il Titan muore. Il gioco finisce quando la nave spaziale della squadra perdente se ne va.

## Sviluppo

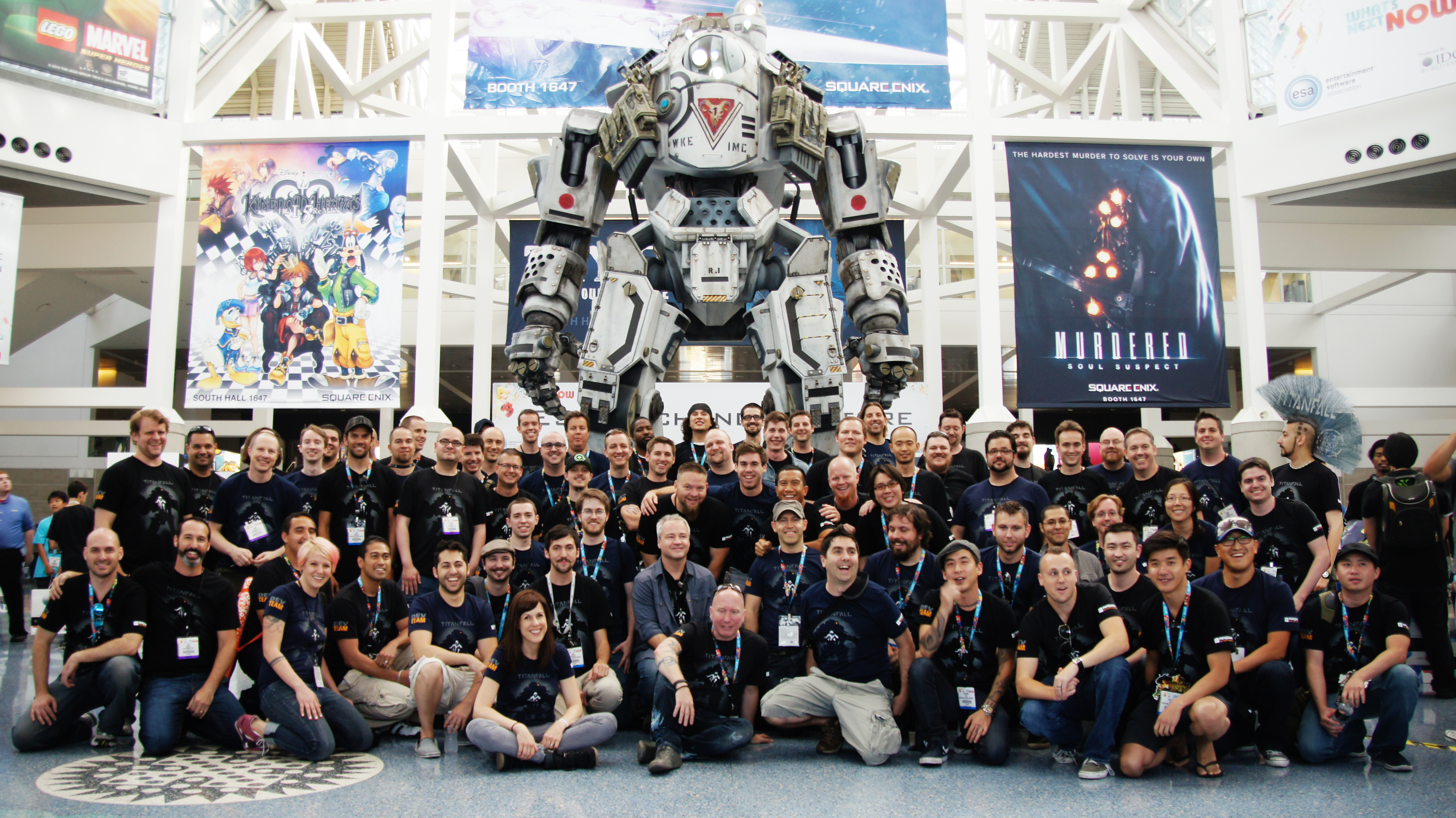
Il team di sviluppo di Titanfall all'E3 del 2013

Il gioco sfrutta una versione modificata del Source Engine di Valve Corporation. I cambiamenti riguardano un nuovo Netcode riscritto da zero, una nuova gestione dei suoni e del rendering video, aggiornando le varie librerie del motore grafico. Il gioco usa il servizio di cloud computing Microsoft per la fisica, l'intelligenza artificiale e i server multigiocatore.
In un'intervista, Richard Baker, Ingegnere Software per conto di Respawn Entertainment, disse che la società scelse il Source Engine nella versione risalente a quella di Portal 2 per la capacità di tenere un'alta fluidità sia su Xbox 360 che su PS3 e grazie inoltre alla maggior familiarità del team al motore grafico Valve. La risoluzione nativa di Titanfall, su Xbox One è stata confermata a 1408x792 pixel, superando così la soglia del milione di pixel in totale. Il gioco inoltre offre un antialiasing MSAA 2x allo scopo di ridurre le scalettature delle immagini e punta ad una fluidità applicata a 60 fotogrammi al secondo; seppur non sempre questo traguardo viene raggiunto in maniera efficiente.
La versione Xbox 360 è stata convertita con molta attenzione anche se ovviamente non si è potuto rinunciare ad alcuni accorgimenti: la risoluzione è di 1040x600 pixel (quasi 2 volte meno di quella su Xbox One), nonostante tutto però si è riusciti anche in questo caso ad applicare un antialiasing MSAA 2x. Anche la fluidità, pur non toccando le vette della versione Xbox One, ha raggiunto un'ottima media di circa 45 fotogrammi al secondo; un buon risultato considerando la standard attuale di 30.

## Accoglienza
Nonostante il gioco sia "limitato" da un'impostazione che non prevede sostanzialmente una modalità campagna priva del multigiocatore, ha accolto pareri decisamente positivi sia dalla critica italiana che da quella estera:
- Everyeye.it: 8,5/10[5]
- Multiplayer.it: 8,5/10[6]
- Spaziogames: 8,5/10[7]
- InsideHardware.it: [8]
- GamesRadar:  - Grandioso[9]

### Riconoscimenti
Il gioco ha vinto oltre 60 premi e riconoscimenti all'E3 2013, tra cui anche un record di sei riconoscimenti al Game Critics Awards: come migliore nella presentazione, miglior gioco originale, miglior gioco per console, miglior gioco d'azione e miglior multigiocatore ed infine anche come miglior Best of Show votato dai vari media. Inoltre ha anche vinto i riconoscimenti ufficiali al Gamescom e al Tokyo Game Show. Molti recensori hanno predetto Titanfallcome il passo successivo per gli sparatutto in prima persona, e Ryan McCaffrey di IGN ha dichiarato il gioco come "la killer application di Microsoft".

### Successo commerciale
Respawn Entertainment ha annunciato che nel settembre 2015 il gioco ha contato 10 milioni di giocatori raggiunti.

## Sequel
Il seguito del gioco, Titanfall 2, è uscito il 28 ottobre 2016, ad una sola settimana di distanza da Battlefield 1 (pubblicato sempre da EA).